# Areópago

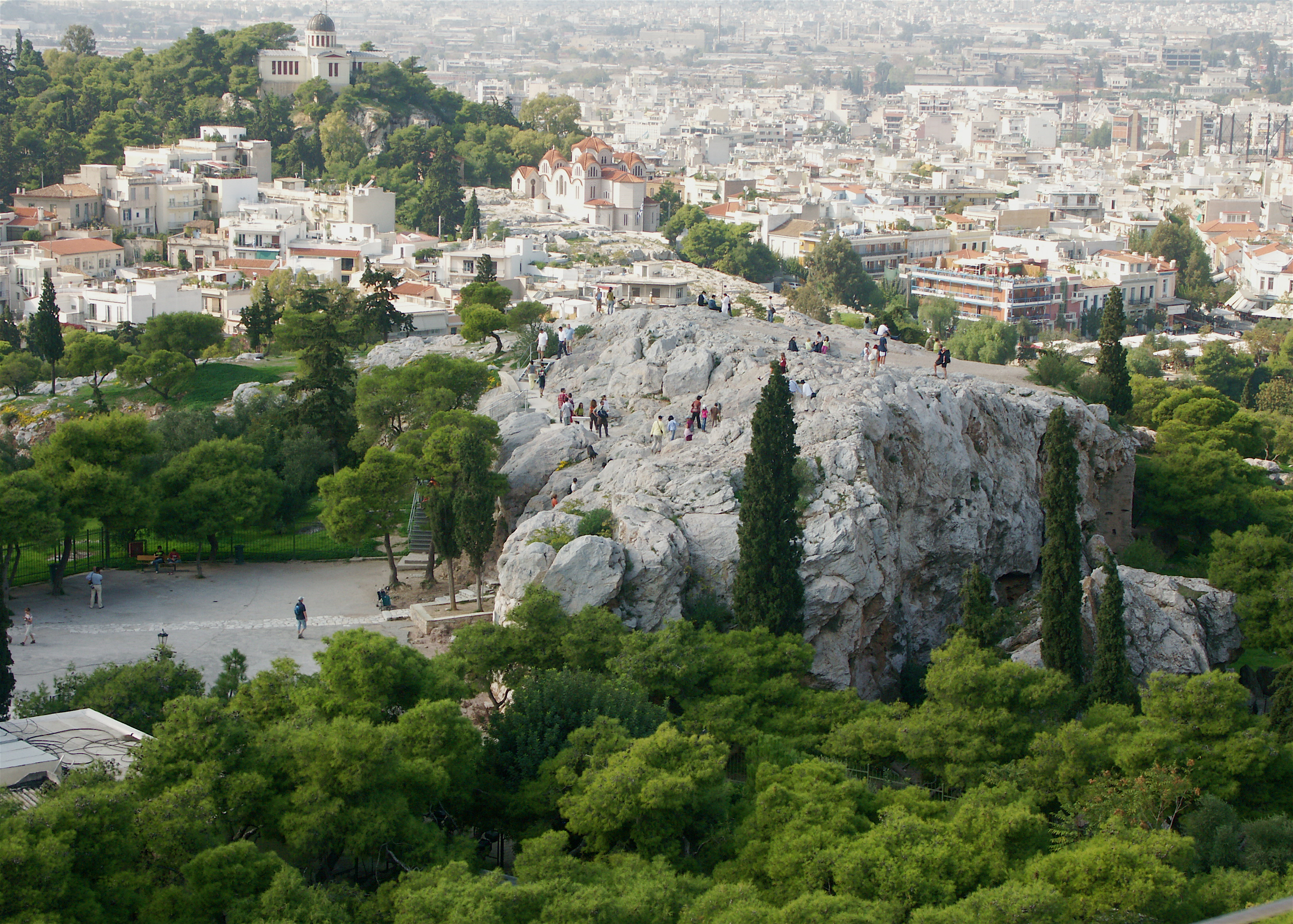
Areópago visto a partir da Acrópole de Atenas

Areópago (em grego clássico: Ἄρειος Πάγος areios pagos, "Colina de Ares") era a parte noroeste da Acrópole em Atenas e também o nome do próprio conselho que ali se reunia. Além de supremo tribunal, o conselho também cuidou de assuntos como educação e ciência por algum tempo.
Cristianismo
Por volta de 50 da era cristã, filósofos epicureus e estoicos que discutiam com o apóstolo Paulo o levaram ao Areópago para que lhes contassem a respeito de sua nova doutrina. Ali ele proferiu seu famoso Discurso no Areópago.